# Eric Sykes
Eric Sykes, född 4 maj 1923 i Oldham, Greater Manchester (i dåvarande Lancashire), död 4 juli 2012 i Esher, Surrey, var en brittisk komiker, skådespelare och regissör.
Sykes var bland annat känd för kortfilmen Plankan, som han både regisserade och spelade ena huvudrollen i.
För sin gärning inom underhållningsindustrin förärades Sykes med hedersutmärkelsen Brittiska imperieorden (CBE).

## Filmografi i urval
| - 1960–1965 – Sykes and a... (TV-serie) - 1961 – I fräckaste laget - 1962 – Vilket himla liv - 1964 – Dessa fantastiska män i sina flygande maskiner - 1965 – De' ä fult att göra miljonkupper - 1967 – Plankan - 1968 – Shalako - 1969 – Monte Carlo-rallyt eller Dessa fantastiska män i sina skumpande skraltiga automobiler - 1972–1979 – Sykes (TV-serie) - 1973 – Thalias hämnare | - 1979 – Plankan - 1982 – Flytta på dig! - 1993 – Ursäkta, var är arvet? - 1997 – Sykes och ett bad - 2001 – The Others - 2005 – Harry Potter och den flammande bägaren - 2007 – Son of Rambow - 2007 – Jämna plågor (TV-serie) - 2010 – Agatha Christies Poirot (TV-serie) |